# Ptecticus inversus
Ptecticus inversus är en tvåvingeart som beskrevs av Charles Howard Curran 1934. Ptecticus inversus ingår i släktet Ptecticus och familjen vapenflugor. Inga underarter finns listade i Catalogue of Life.